# Szlemenics Pál
Szlemenics Pál (Kecskemét, 1783. január 22. – Pozsony, 1856. december 6.) jogtudós, szakíró, az MTA tagja.

## Életpályája
A középiskolai tanulmányokat szülővárosában és Pesten, a filozofiát és teologiát Vácon, mint ottani püspöki megyei növendékpap, a jogtudományokat pedig a pesti királyi egyetemen Kelemen és Markovics tanárok alatt 1804-ben végezte s eközben Révai Miklósnak a magyar nyelvről tartott hires előadásait is szomjas lélekkel hallgatta. Azután Esterházy Ferenc gróf házában Bécsben nevelő és titoknok volt; 1809-ben pedig a pozsonyi királyi akadémiában a hazai polgári és fenyítő törvények rendes tanárává neveztetett és már ez előkelő tanszéket töltötte be, midőn 1810-ben ügyvédi oklevelet nyert s 1811-ben a törvények doktorává lett. A Magyar Tudományos Akadémia azonnal kezdetben 1830. november 17-én törvénytudományi osztályába rendes taggá választotta, melynek kebelében egyike volt a legmunkásabb tagoknak. A király 1838-ban nevelői és írói bokros érdemei tekintetéből nemesi levéllel tüntette ki és királyi tanácsossá is kinevezte. Első nagy munkája az Elementa juris criminalis hungarici, első kiadásban 1817-ben, másodikban 1827-ben, harmadik bővített és javított kiadásban 1833-ban, mindannyiszor Pozsonyban jelent meg. Azután következtek szintén latin nyelvű polemikus kisebb munkái Kövy ellen, Kelemen Imre kedvelt tanára védelmében: Discussio opusculi, cui nomen Ratio Jurisprudentiae hung. ad ductum Institutionum Kelemenianarum (Pozsony 1817) s egy másik hasonló (1820). 1819-ben két kötetben jelent meg: Elementa Juris hung. civilis privati s még latin nyelven 1829-ben Elementa juris hung. judiciarii civilis és végül 1841-ben Additamenta ad editionem tertiam Elementorum Juris jud. civilis, tam criminalis hungarici (mind Pozsonyban). Polgári törvényének magyar kiadása: Közönséges törvényszéki polgári magyar törvény (Pozsony 1823), a Marczibányi-jutalmat nyerte és 1844-ben második kiadást ért; fenyítő törvényének magyar nyelvű kiadását pedig Fenyítő törvényszéki magyar törvény (Buda 1836), valamint ennek újonnan kidolgozott kiadását is (Pest 1847) a Magyar Tudományos Akadémia eszközölte. 1845-ben Pozsonyban jelent meg tőle a Magyar törvények történetirata rövid vázlatban előadva s a Magyar polgári törvény még egy bővített, már harmadik kiadása négy kötetben. Ezen önálló műveken kívül nagy számú jeles és alapos törvénytudományi értekezése jelent meg a Tudományos Gyüjteményben, a Magyar Akadémiai Évkönyvekben s Tudománytárban s a Bajza Athenaeumában. Az Akadémiai Évkönyvekben jelent meg (VI. köt. 1845, VII. köt. 1846 s VIII. köt. 1860.) legutolsó nagy munkája, Törvényeink története országunk keletkezésétől az Árpádok kihaltáig; és ugyanaz a vegyes házakbeli királyok alatt, végre ugyanaz: az ausztriai házbóli királyaink alatt I. Ferdinándtól I. Ferenc haláláig. Van egy német munkája is fiatal korából: 1816-ban Bécsben adta ki Farkas János magyar nyelvgrammatikájának bővített és átdolgozott 9. kiadását magyarul tanuló németek számára. Nekrológja a Magyar akadémiai Értesítő 1858. évi XVIII-ik kötetében.

## Emlékezete
- Pozsonyban emléktábla volt egykori lakhelyén, melyet az új híd építésekor elbontottak[2]
- Kecskemét belvárosában 1907 óta utca viseli a nevét.
- A Magyar Jogász Egylet Bács-Kiskun Megyei Szervezete 2003-ban  emléktáblát állított iskolai tanulmányai helyszínén, a piarista rendház falán.

## Munkái
- Közönséges törvényszéki polgári magyar törvény, Pozsony, 1823
- Fenyitő törvényszéki magyar törvény, Buda, 1836. (Második újonnan átdolgozott kiadás: Pesten, Eggenberger J. és Fia akadémiai könyvárusoknál 1847. Nyomatott Beimel Józsefnél
- Magyar Polgári törvény. Pozsony, 1845
- Magyar törvények történetirata rövid vázolatban előadva. Pozsony, 1845